# SATA Express

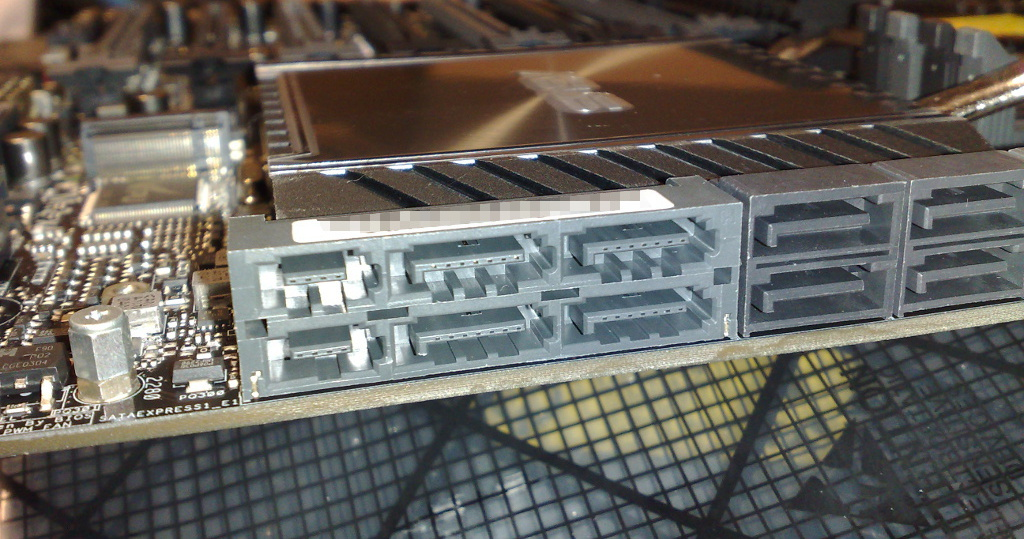
Twee SATA Express-connectors boven elkaar.

Het SATA Express-logo.

SATA Express (afkorting van Serial ATA Express en soms ook wel SATAe genoemd) is de naam van een bus in de informatica waarmee men Serial ATA (SATA) of PCI Express (PCIe)-opslagapparaten kan aansluiten. Het werd in 2013 geïntroduceerd en ondersteunt tot maximaal 16 Gbit/s.

## Beschrijving
Serial ATA (SATA) was primair ontworpen als interface voor harde schijven. Door de snelle ontwikkelingen van solid state drives, die in 2009 al tegen de grenzen van SATA 2.0 liepen, besloten de ontwerpers dat het verdubbelen van de SATA-snelheid te veel tijd zou kosten. Men besloot om PCI Express, een veelgebruikte interface, toe te passen. Hiermee werd het mogelijk eenvoudig op te schalen door snellere of extra datakanalen in te zetten.
SATA Express werd gelijktijdig met de SATA 3.2-specificatie geïntroduceerd, die ook de PCI Express-bus toevoegt om datasnelheden van meer dan 6 Gbit/s te bereiken (SATA 3.0).  Naast ondersteuning voor de oudere Advanced Host Controller Interface (AHCI), biedt SATA Express ook ondersteuning op logisch niveau voor NVM Express (NVMe).
De SATA Express-connector is achterwaarts compatibel met een standaard SATA-connector en bestaat daarom uit drie stekkerverbindingen; de eerste stekker wordt gebruikt om het kloksignaal van PCI Express te verzenden en voor de voeding, de andere twee stekkers dienen voor de maximaal twee PCI Express 3.0-datatransmissiekanalen (lanes in het Engels) voor een directe busverbinding met een opslagapparaat.

### Achterhaald
Toen SATA Express werd uitgebracht was het in de praktijk al achterhaald vanwege de beperking van twee PCIe-datakanalen. Opslagapparaten die op de markt kwamen vereisten hogere bandbreedtes om gebruik te kunnen maken van de volledige prestaties van de bus. Als gevolg hiervan verschenen er vrijwel geen SATA Express-schijven op de markt.
Men richtte zich al snel op M.2, een standaard die tot vier datakanalen ondersteunt. Intel, een belangrijke chipfabrikant, stopte de ondersteuning van SATA Express en verving deze door M.2.